# Freycinetia banksii

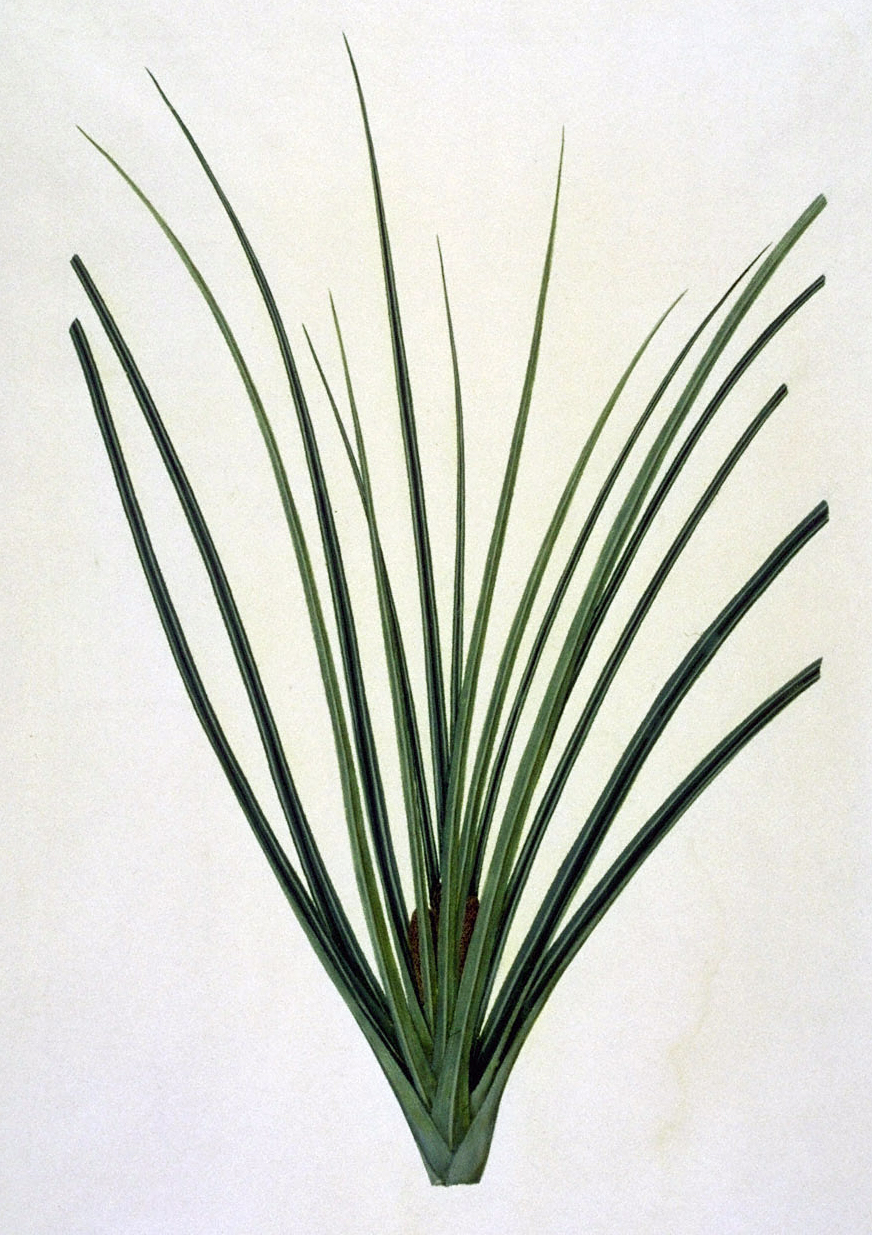
Ilustración de Frederick Polydore Nodder, 1780

Kiekie (Freycinetia banksii) es una planta trepadora leñosa, densamente ramificada, frágil, nativa de Nueva Zelanda. Es miembro de la familia Pandanaceae.  

Fruto en desarrollo de kiekie

El kiekie tiene numerosos tallos en forma de caña de hasta 4 cm de diámetro, los cuales producen abundantemente raíces aéreas. Trepa los troncos de los árboles, o forma densas marañas en el piso del bosque. Sus tallos y hojas son una característica dominante en muchas áreas del bosque de Nueva Zelanda, los tallos eventualmente alcanzan los 30 m de largo. Las hojas son largas y delgadas, 60-90 cm de largo y 2-2,5 cm de ancho. 

## Distribución
El kiekie se encuentra en todos los bosques en toda la Isla Norte. En la Isla Sur, el kiekie es más común en las áreas lluviosas, alcanzando su límite sur cerca del río Clarence en el este y en  Fiordland en el oeste.

## Clasificación
En 1973, B.C. Stone arguyó que F. banksii debería ser considerada como una subespecie de F. baueriana de la isla Norfolk (Stone 1973). Subsecuente a esto, de Lange et al. (2005:591-592), contraatacó los argumentos de Stone y retuvo F. banksii como una especie distinta por las diferencias significativas con F. baueriana, incluyendo sobre todo el hábito de crecimiento, filotaxis, anchura de la hoja, teselación de las venas, y el color de la bráctea (rosa salmón a naranja en F. baueriana, blanca a violáceo en F. banksii).

## Usos
Las frutas de sabor dulce y las brácteas suculentas de las flores fueron un manjar de los maoríes. Estas eran con frecuencia recogidas usando una vara ahorquillada. Las hojas eran usadas ampliamente para trenzar y tejer,  sin embargo las hojas más anchas del lino de Nueva Zelanda eran preferidas porque proveían más material. Los artículos tejidos incluían esteras y canastas para contener comida. Las raíces aéreas eran recogidas para usarse como un material para amarrar implementos y para hacer trampas para pescado y elaborar sandalias.